# Джордж Барклі
Джо́рдж Бáрклі (також Бе́рклі, англ. George Berkeley /ˈbɑːrkli/; 12 березня 1685 — 14 січня 1753) — впливовий ірландський філософ, англіканський єпископ (за хрещенням — протестант). Основна філософська новація Барклі — теза про те, що у світі є лише одна духовна субстанція, а матерії як самосущої субстанції не існує. Він написав цілий ряд робіт, найвідоміші з яких — «Проба до нової теорії зору» (англ. An Essay Towards a New Theory of Vision, 1709) «Трактат про принципи людського знання» (англ. A Treatise Concerning the Principles of Human Knowledge, 1710) і «Три діалоги між Гіласом та Філонусом» (англ. Three Dialogues between Hylas and Philonous, 1713). В останньому з цих творів Філонус, буквально «Той, що полюбляє ум» (від гр. φιλέω «любити» та νοῦς «ум, розум»), представляє погляди самого Барклі, а Гілас, буквально «Матеріаліст» (від гр. ὕλη «речовина, матерія»), обстоює наявність у світі «матеріальної субстанції» (яку Філонус заперечує). 1732 року Барклі опублікував апологетику християнства «Алцифрон, або Дрібний філософ», 1734 року — книгу «Аналітик», в якій критично аналізував основи тогочасної математики.
Місто Берклі (Каліфорнія) (амер. /ˈbɜːrkli/) та університет, який там знаходиться, названі на його честь. Житловий коледж в Єльському університеті також носить його ім'я.

## Біографія
Барклі народився поблизу Томастауна (графство Кілкенні, Ірландія). Вчився спершу в коледжі в Кілкенні, потім у Коледжі пресв. Трійці (англ. Trinity College) в Дубліні. У 1721 р. був призначений придворним проповідником намісника ірландського герцога Грефтона, а незабаром деканом міста Деррі. Одержавши по заповіту чималий спадок, Барклі зробив пропозицію заснувати на Бермудських островах місіонерський навчальний заклад для навернення язичників Північної Америки до християнства. План Барклі не тільки зустріли співчутливо впливові представники англійської аристократії, але й знайшов підтримку в парламенті: 1728-го року Барклі залишив своє деканство і разом із однодумцями вирушив на Род-Айленд, щоб розпочати виконання плану. Справа закінчилася, проте, найнесподіванішим чином — віддалившись на Бермудські острови, місія була забута як англійським суспільством, так і парламентом — і, за браком коштів, повинна була повернутися назад.
Барклі мав широку і багатобічну освіту, не був чужий жодній галузі людського знання і благородним характером вселяв до себе пошану в тих, хто зустрічався з ним.

## Філософські переконання
Погляди Барклі розвинулися внаслідок спроби розв'язати низку проблем філософії XVII століття, насамперед Декарта, Спінози та Лока. Зокрема, після Декарта залишилася відкритою проблема співвідношення двох «субстанцій», матеріальної та духовної (Декарт визнавав обидві): якщо вони не мають жодних спільних ознак і властивостей, як одна з них може впливати на іншу? Намагаючись розв'язати цю проблему, Спіноза в Етиці дійшов скандального висновку, що субстанція у світі лише одна, і це Бог, якому властиві ознаки і духовної (мислення), і матеріальної субстанції (протяжність). Лок, зі свого боку, спробував розробити докладну альтернативу епістемології Декарта: якщо той виводив, що достовірність нашого чуттєвого пізнання світу гарантує Бог, який не стане нас тотально обманювати, бо він, бувши досконалим, не може не бути добрим, то Лок, розвиваючи ідеї Френсіса Бекона, спробував з'ясувати, наскільки достовірним може бути наше чуттєве пізнання світу, якщо не звертатися до Бога й залишити людину, з її розумом та чуттями, наодинці з навколишніми речами. Достовірних знань, за Локом, виявилося обмаль, і вони стосувалися лише деяких «первинних» властивостей речей (як-от протяжність, щільність, рух, кількість та зовнішня форма); решта ж наших чуттєвих знань про речі не є достовірними, а отже, з усякого погляду навколишні речі залишаються для нас навічно непізнаваними. Барклі зробив наступний крок після Лока, визнавши, що за даними чуттів, залишених сам на сам із зовнішніми речами, всі ці «первинні» властивості речей не більше достовірні за так звані «вторинні» властивості, притаманні не самим речам, а лише нашому враженню від них (як-от колір, смак, запах тощо). Втім, Барклі вивів з цього не недостовірність нашого сприйняття світу, а хибність припущення, що у світі є сущі самі собою «матеріальні речі». Єдиною субстанцією у світі є духовна субстанція, яка складається з Бога і так званих «обмежених духів» (у тому числі людей). В такому разі сумніватися, «чи правильно» ми сприймаємо властивості «матеріальних речей», просто безглуздо: ніяких «матеріальних речей» не існує, а все, що ми сприймаємо чуттями, ми сприймаємо завдяки Богу, який і сам дає нам щось відчути, і також забезпечує спроможність «обмежених духів» впливати на чуття одне одного. Втім, цей філософський висновок Барклі породив чимало непорозумінь: попри всі запевняння Барклі, багато хто вирішив, що він заперечує існування самих чуттєвих речей, тоді як насправді він лише заперечував, що основою існування відчутих нами речей є самосуща «матеріальна субстанція». Важливим, хоч і непередбачуваним, наслідком філософування Барклі стало виявлення того факту, що наше переконання в наявності у світі самосущої «матеріальної субстанції» не ґрунтується на раціональних доказах, але не зникає навіть після переконливого доведення його необґрунтованості.